# Morinda citrifolia
Il noni o gelso indiano (Morinda citrifolia L.) è una pianta appartenente alla famiglia delle Rubiaceae.
L'odore pungente del frutto fresco ha reso il noni un cibo da carestia nella maggior parte delle regioni, ma rimane un alimento base in alcune culture ed è utilizzato nella medicina tradizionale.

## Etimologia
Il nome latino del genere, Morinda, deriva dalla fusione delle due parole morus (gelso) e India.
L'epiteto specifico, citrifolia, allude alle foglie che hanno una certa somiglianza con quelle del limone (citrus).
Noni, Il nome comune più usato, è di origine polinesiana.

## Descrizione
Il noni è un piccolo albero sempreverde, con altezza di solito compresa tra 3 e 6 m (eccezionalmente fino a 10).
Le foglie sono ellittiche o ovate e piuttosto grandi (da 20 a 45 cm).

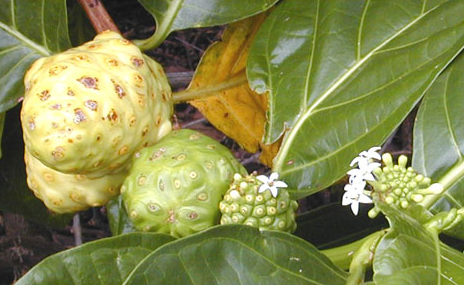
Giovani frutti e fiori di Morinda citrifolia

I fiori sono "perfetti", contengono cioè sia l'apparato maschile (polline) sia l'apparato femminile (ovario). Essi sono forniti di 5 petali, anche 6, e sono riuniti in infiorescenze globose. Quando i fiori appassiscono e cadono, lasciano sulla massa sottostante delle cicatrici chiamate "occhi", circondate da una marcatura pentagonale o esagonale a seconda di quanti petali aveva il fiore.
Ciò che viene chiamato frutto è in realtà un sincarpo, cioè la fusione di molti piccoli frutti in un'unica massa, come accade per le more di gelso.
I frutti del noni nascono sullo stesso ramo in tempi successivi per cui si possono avere dei frutti maturi, frutti acerbi, frutti in fiore e boccioli che daranno origine a nuovi frutti. Il Noni è una delle poche piante che produce fiori in presenza del frutto e produce frutti in tutti i mesi dell'anno.

Disegno del frutto del Noni

Il frutto del noni, attraverso le sue fasi di maturazione, assume un colore verdastro che man mano tende al giallo per diventare giallo biancastro e traslucido nella piena maturazione. Quando è maturo, è lungo 5–10 cm, è tenero ed esala un odore sgradevole che richiama alla mente l'odore del formaggio maturo.
Si ritiene che la diffusione del noni in un'ampia area geografica sia dovuta alla particolarità dei semi che, dotati di una sacca d'aria, possono galleggiare sull'acqua per mesi restando vitali e possono percorrere grandi distanze trasportati dalle correnti.
Le radici hanno una forte capacità di espandersi lateralmente. Nelle Hawaii si trovano spesso piante che affondano le loro radici nella roccia lavica solidificata e sprofondano negli anfratti per trovare nutrimento ed acqua.

## Distribuzione e habitat

### Areale d'origine
Morinda citrifolia è originaria del sud-est asiatico, tropicale e temperato-caldo, dall'India fino a Taiwan e fino all'Australia settentrionale.
La specie si è inselvatichita in altre aree dove è stata portata dall'uomo.

### Area di coltivazione
Questa pianta prospera in tutto il mondo in un'ampia varietà di ecosistemi tropicali e temperato-caldi con temperatura media annua tra i 20 °C e i 35 °C.
Per quanto riguarda gli altri fattori ambientali, l'adattabilità del noni è molto spinta. Può essere coltivato su tutti i tipi di suoli, acidi, neutri o alcalini, e resiste anche a elevate concentrazioni saline per cui è possibile trovarlo in prossimità delle spiagge. Sopporta esposizioni soleggiate e in ombra e climi aridi o umidi (precipitazioni atmosferiche comprese tra 250 e 4000 mm annui).
Oggi il noni è presente in tutta la fascia tropicale: nei Caraibi, in Polinesia, in Africa, in India ecc.
Il massimo centro di coltivazione è la Polinesia, in particolare Tahiti. Alcuni sostengono che le piante del noni troverebbero in Polinesia il loro habitat ideale, grazie al suolo vulcanico di origine antica con un basso contenuto di metalli pesanti e alla totale assenza di inquinamento. La raccolta e la trasformazione dei frutti di noni in queste isole ha una storia plurisecolare e offre oggi uno sbocco alternativo all'economia locale nonché una possibilità occupazionale per le nuove generazioni.

## Usi

### Usi alimentari
Il noni viene impiegato da diversi secoli per scopi alimentari, ma questo uso è sempre stato scoraggiato dall'odore sgradevole. I popoli indigeni utilizzavano il frutto come cibo di emergenza durante le carestie. Per questo motivo viene anche chiamato "frutto della fame". Nonostante il suo forte odore e il sapore amaro, il frutto veniva comunque consumato come cibo in periodi di carestia e, in alcune isole del Pacifico, persino come alimento base, crudo o cotto. Nel Sud-est asiatico e tra gli aborigeni australiani il frutto di noni viene consumento fresco con sale o cucinato con il curry. I semi sono commestibili se tostati. Nella cucina thailandese, le foglie note come bai-yo vengono utilizzate come ortaggio a foglia e sono l'ingrediente principale del kaeng bai-yo, cucinato con latte di cocco. Il frutto viene aggiunto come ingrediente in alcune versioni dell'insalata di papaya verde.
Sono riportati i seguenti usi alimentari:
- frutti maturi, crudi, conditi con sale (Birmania)
- frutti maturi, cotti, mischiati con cocco e conservati per viaggi in mare (Polinesia)
- frutti acerbi, cotti con altri ingredienti per fare salse tipo curry
- uso dei frutti in periodi di carestia alimentare (Hawaii, Polinesia)
- foglie molto giovani, cotte e consumate insieme al riso (Giava, Thailandia)
- foglie mature, usate per avvolgere il pesce prima di cuocerlo e consumate insieme a questo dopo la cottura
- boccioli acerbi (Kiribati).

Le foglie del noni vengono usate anche come alimento per gli animali domestici e per i bachi da seta (India). A Porto Rico i frutti vengono usati come alimento per i maiali.

### Usi non alimentari
La corteccia del noni contiene un pigmento rosso e le radici contengono un pigmento giallo; entrambi sono usati, con minori rese di altre specie del genere Morinda, per la produzione di coloranti per tessuti e pellami.
Il legno è utilizzato, come il legno di altre specie arboree, per costruzioni, legna da ardere, sculture ecc. Quest'uso è però marginale.
Dai semi si ricava un olio repellente per gli insetti.

### Valore officinale
Tradizionalmente nelle culture hawaiane e polinesiane la pianta era considerata sacra e veniva venerata perché fonte di vita. I guaritori indigeni kahuna, che utilizzavano erbe e piante autoctone, la chiamavano “albero della vita”, “pianta che uccide il dolore” e anche “albero del mal di testa”. Tutte le parti del noni (corteccia, radici, foglie, fiori e frutti) sono state utilizzate in erboristeria per le loro proprietà medicinali.
Le proprietà attribuite al noni sono simili a quelle attribuite nell'erboristeria tradizionale cinese alla congenere Gynochthodes officinalis (sin. Morinda officinalis).
Oggi la ricerca farmacologica ha riconosciuto la presenza nel noni di principi attivi, tra cui la xeronina e/o la proxeronina.

### Succo di noni
Tradizionalmente i guaritori indigeni della Polinesia preparavano un succo utilizzando i frutti maturi che venivano lasciati fermentare al sole per lunghi periodi. Ancora oggi le aziende che hanno avviato il business internazionale attorno al fenomeno noni seguono l'antico e tradizionale metodo di fermentazione.
Nel 2003 la Commissione europea ha autorizzato la commercializzazione del succo di noni in Europa come "nuovo ingrediente alimentare". Nel corso del procedimento che ha portato a questa decisione il Comitato Scientifico per i Prodotti Alimentari ha rilasciato un parere favorevole, rilevando però che non ci sono prove di "particolari effetti benefici del succo di noni, superiori a quelli di altri succhi di frutta".